# Qaşr-e Falanj
Qaşr-e Falanj (persiska: قصر فلنج, Kūshk-e Palang) är en ort i Iran.   Den ligger i provinsen Kerman, i den sydöstra delen av landet, 900 km sydost om huvudstaden Teheran. Qaşr-e Falanj ligger 1 955 meter över havet och antalet invånare är 106.
Terrängen runt Qaşr-e Falanj är platt åt nordost, men åt sydväst är den kuperad.Runt Qaşr-e Falanj är det glesbefolkat, med 17 invånare per kvadratkilometer. Närmaste större samhälle är Jān Khātūn, 19,4 km öster om Qaşr-e Falanj. Trakten runt Qaşr-e Falanj är ofruktbar med lite eller ingen växtlighet.